# Ephyrodes mensurata
Ephyrodes mensurata är en fjärilsart som beskrevs av Heinrich Benno Möschler 1880. Ephyrodes mensurata ingår i släktet Ephyrodes och familjen nattflyn. Inga underarter finns listade i Catalogue of Life.